# Monte Roland
Il Monte Roland (in lingua inglese: Mount Roland) è una montagna antartica, alta 2210 m, situata subito a nord del Monte Mooney, sul fianco settentrionale del Ghiacciaio Robison, nei Monti della Regina Maud, in Antartide.

## Storia
Il monte è stato mappato dall'United States Geological Survey (USGS) sulla base di ispezioni in loco e foto aeree scattate dalla U.S. Navy nel periodo 1960-64.
La denominazione è stata assegnata dall'Advisory Committee on Antarctic Names (US-ACAN) in onore del luogotenente Charles J. Roland, della U.S. Navy, navigatore negli aerei della squadriglia VX-6 durante l'Operazione Deep Freeze del 1966 e 1967.